# 天龍峡インターチェンジ
天龍峡インターチェンジ（てんりゅうきょうインターチェンジ）は、長野県飯田市川路にある国道474号三遠南信自動車道（飯喬道路）のインターチェンジ（地域振興インターチェンジ）である。
トイレ、休憩所、インフォメーション施設を持つパーキングエリアが併設されている。下條村・阿南町の最寄りインターチェンジであり、また周辺に名勝・天龍峡を擁する。三遠南信道は無料で通行できるため、料金所は設けられていない。
計画・建設段階での仮称は、新字体の天竜峡インターチェンジであった。その後供用開始を控えた2007年（平成19年）に、国の名勝指定で用いられている旧字体の「龍」を用いて欲しいという要望書が地元の飯田市と阿智村より提出され、これを受けて天龍峡インターチェンジという正式名称が決定した。

## 構造
中央道上野原ICと同様、平面Y型のインターチェンジ。喬木IC方面からの出口ランプウェイと飯田山本IC方面への入口ランプウェイが平面交差している。
また、2019年10月には以前T字路であった交差点のラウンドアバウト化が行われた。

## 天龍峡パーキングエリア
天龍峡IC付近にはサービスエリアが建設される予定だったが、2001年（平成13年）に一旦白紙となった後に、パーキングエリアとして整備されることになった。国が駐車場、休憩所、インフォメーション施設を整備し、2019年11月17日にオープンした。
天龍峡大橋に整備される桁下歩道「そらさんぽ天龍峡」への遊歩道が整備されている。
飲食店などの施設は無いが、インフォメーション施設の隣に自動販売機が1台置かれており、週末にはキッチンカーが営業する場合がある

## 道路
- E69 三遠南信自動車道（国道474号）

## 接続する道路
- 国道151号

## 歴史
- 2008年（平成20年）4月13日 : 飯田山本IC - 天龍峡IC間開通に伴い、供用開始。
- 2019年（令和元年）11月17日 : 天龍峡IC - 龍江IC間開通[4]。同時に天龍峡PAが開設[3]。

## 隣
E69 三遠南信自動車道
(1)飯田山本IC -  (2)天龍峡IC/PA -  (3)千代IC

## 周辺
- 天龍峡
- 天龍峡温泉
- JR飯田線 天竜峡駅
- 開善寺
- 道の駅信濃路下條